# Imiona greckie
Imiona greckie – imiona pochodzenia greckiego. Wbrew nazwie imiona, które dziś uważamy za greckie praktycznie – poza nielicznymi wyjątkami – nie istniały w Grecji klasycznej, czy też za takowe nie były uważane. Ich rodowód jest bardzo późny i są to na ogół zapisane w grece imiona chrześcijańskie.
Dawni Grecy mieli tylko jedno imię, z dodawanym dla rozróżnienia imieniem odojcowskim. Imiona greckie, podobnie jak imiona słowiańskie czy germańskie, składały się często z elementów oznaczających walkę, zwycięstwo, sławę, dumę czy pobożność. Jednak już w starożytności pierwotne znaczenie imion schodziło na dalszy plan. Nowe imiona powstawały poprzez łączenie połówek imion dwóch przodków dziecka, np. z imion Lysanis („rozpraszający troski”) i Philippos („przyjaciel koni”) tworzono imię Lysippos, które już nie miało sensu, ale za to czciło pamięć np. dziadka i stryja dziecka.